# 帕西克羅斯羅茲 (特拉華州)
帕西克羅斯羅茲（英語：Pusey Crossroads）是位於美國特拉華州蘇塞克斯縣的一個非建制地區。該地的面積和人口皆未知。

## 地理
帕西克羅斯羅茲的座標為38°33′29″N 75°24′34″W / 38.55806°N 75.40944°W，而該地的平均海拔高度為15米（即49英尺）。